# Arghakhanchi (huyện)

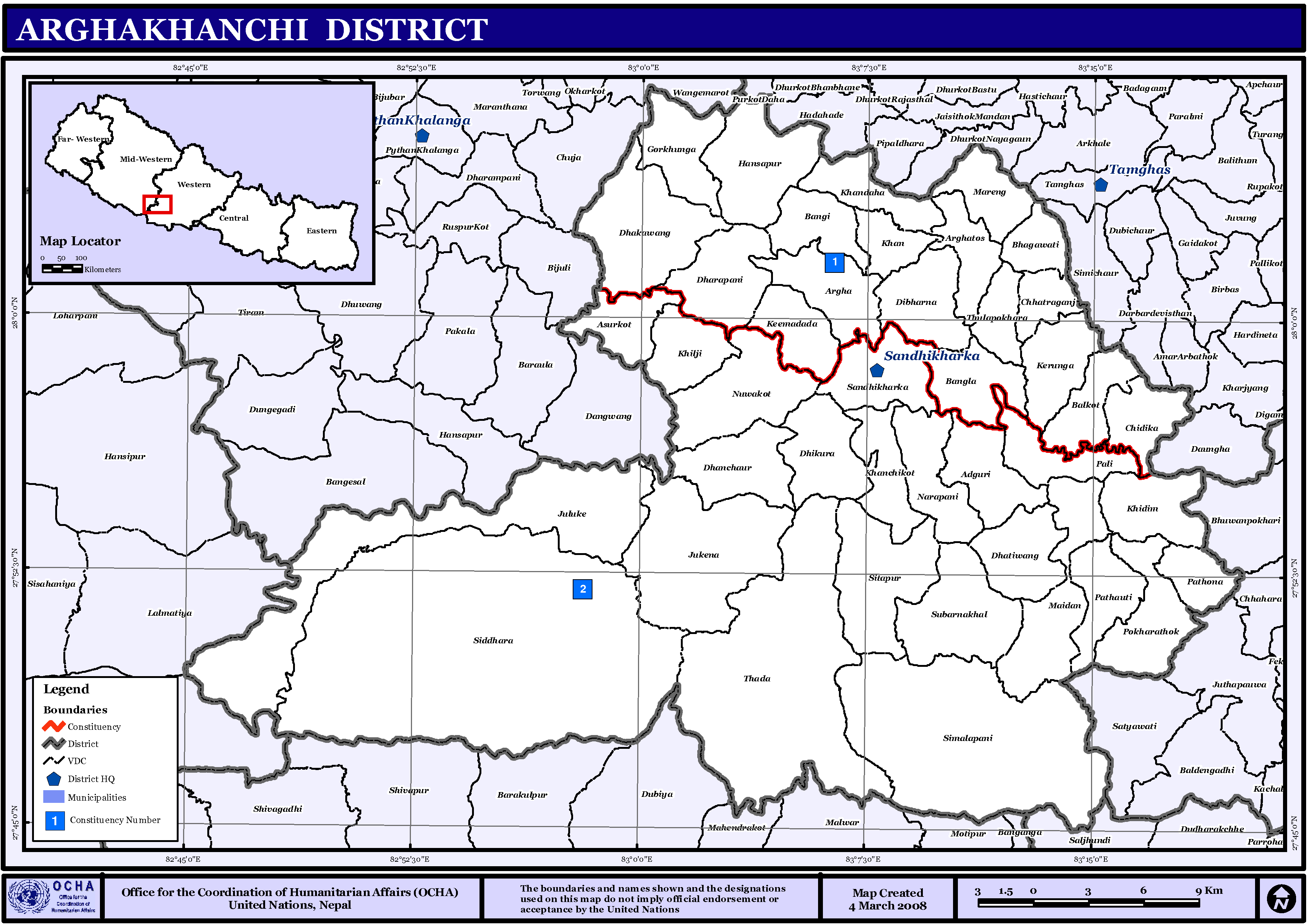
Arghakhanchi

Arghakhanchi (tiếng Nepal:अर्घाखाँची) là một huyện thuộc khu Lumbini, vùng Tây Nepal, Nepal. Huyện này có diện tích 1193 km², dân số thời điểm năm 2001 là 208391 người.

## Dân số
Biến động dân số giai đoạn 1952-2001:
| Năm    | 1971   | 1981   | 1991   | 2001   |
| ------ | ------ | ------ | ------ | ------ |
| Dân số | 130212 | 157304 | 180884 | 208391 |